# Arnold Winkelried

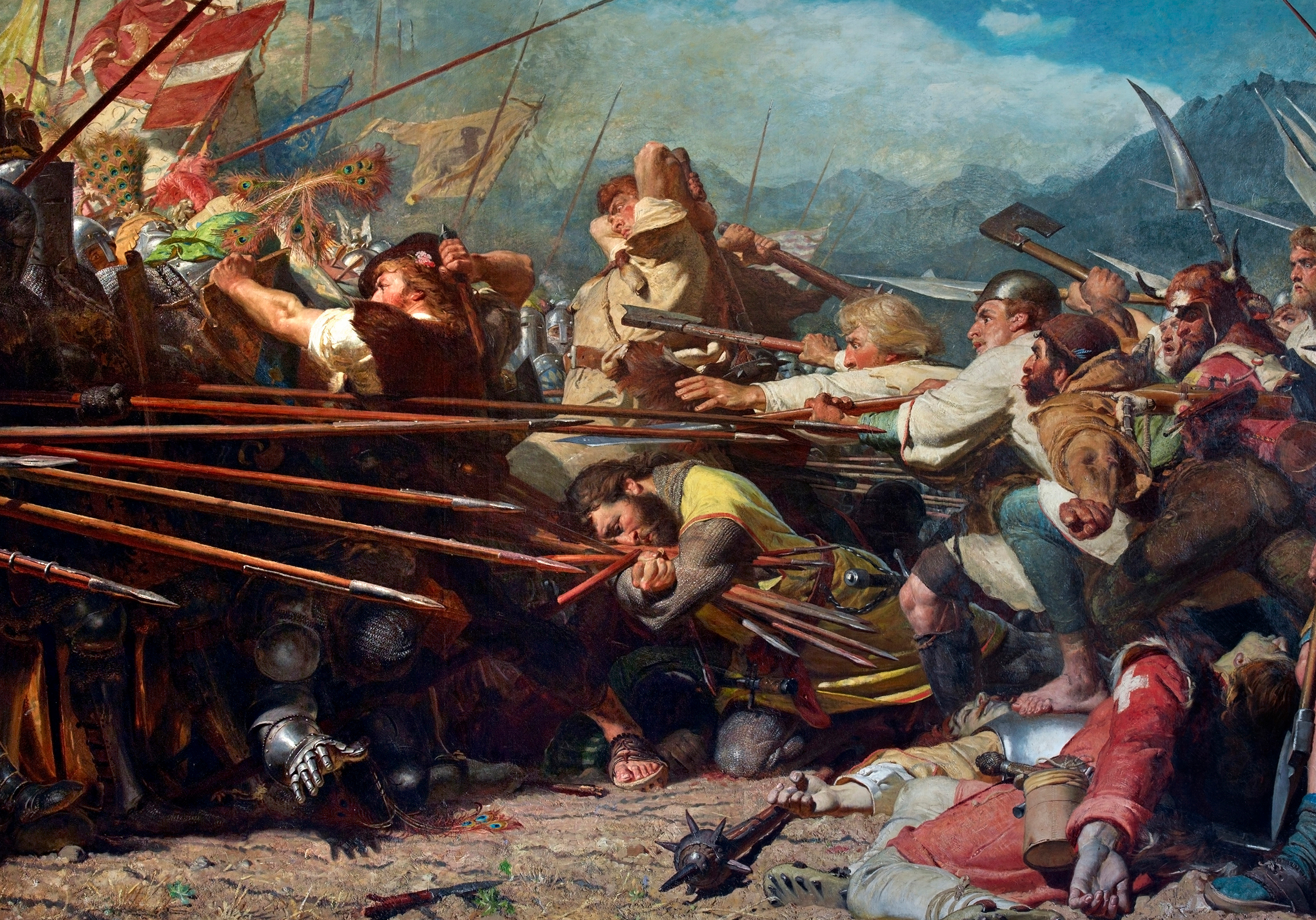
Obraz Konrada Groba Winkelried pod Sempach

Arnold Winkelried ze Stans (XIV wiek) – średniowieczny bohater szwajcarski o kwestionowanej historyczności.
W bitwie pod Sempach wojsk szwajcarskich z wojskami habsburskimi księcia austriackiego Leopolda III Habsburga w 1386 roku Arnold Winkelried z okrzykiem „Droga dla Wolności!” ruszył do boju, kierując na siebie uderzenie przeciwników: chwycił kilka wrogich włóczni i wbił je we własną pierś. Czynem tym spowodował powstanie wyłomu w szykach bojowych nieprzyjaciela, dzięki czemu atak Szwajcarów zakończył się pokonaniem wrogich wojsk. Z powodu swojego czynu Winkelried uznawany jest za symbol poświęcenia własnego życia dla dobra ojczyzny. Przed bitwą miał wypowiedzieć słowa „Bracia, zadbajcie o moją żonę i dzieci”.
Winkelried jest uważany za postać fikcyjną. Wynika to z długiego milczenia źródeł na temat tego zdarzenia. Kilkadziesiąt lat po bitwie Szwajcarzy rozpoczęli własną kampanię propagandową, która była skierowana na zwalczanie austriackiej propagandowej historii tej bitwy. Pierwsza kronika, która wspomina w ogóle o ataku na nieprzyjacielskie kopie, powstała dopiero w roku 1476, a opisany żołnierz jest w niej anonimowy. Prawdopodobnie dopiero nagłośniona śmierć Arnolda von Winkelrieda w bitwie pod Bicoccą (1522) sprawiła, że legendarnego bohatera w 1532 roku w źródłach nazwano Winkelriedem, jednak bez imienia lub innego opisu przybliżającego tę postać. Współczesną postać legenda przybrała do końca XVI wieku, kiedy określono dzielnego żołnierza jako Arnolda von Winkelrieda z Unterwalden.
Postać Winkelrieda wspomniana jest w dramacie Juliusza Słowackiego Kordian. Tytułowy bohater, wygłaszając monolog na górze Mont Blanc, porównuje Polskę do Winkelrieda (Polska Winkelriedem narodów!). Zgodnie z ideą Słowackiego prowadzona przez Polaków walka o wyzwolenie spod zaborów miała być elementem wyzwolenia całej Europy spod jarzma absolutyzmu, narzuconego przez Święte Przymierze w roku 1815.
Postać Winkelrieda, który chwyta wrogie włócznie, stoi na głównej kopule budynku szwajcarskiego parlamentu.